# Karina Lins
 Karina Lins e Silva (Rio de Janeiro, 30 de julho de 1966 - Rio de Janeiro, 20 de abril de 2021) foi uma voleibolista indoor brasileira que passou atuar como jogadora de Vôlei de Praia sagrando-se campeã do Circuito Brasileiro de Vôlei de Praia de 1994, duas vezes obteve o terceiro lugar nas edições dos anos de 1993 e 1995. Competiu na categoria máster e exerceu, também, a função de treinadora.

## Carreira
No início de sua trajetória no voleibol indoor  quando ainda era juvenil foi reserva do time adulto do Flamengo, na década de 1980 e era composto pelas melhores jogadoras da época. Jogou pelo time de quadra do Bradesco até 1987. No ano de 1988, ocorreu a transição para o Vôlei de Praia, época que não era profissional na variante feminina.
Formada em Nutrição, se dividia entre os treinos e a profissão. Em 1991, parou de trabalhar e se torna mãe, a partir daí inicia de vez a carreira profissional na praia.Em 1992, a variante feminina começar ganhar destaque e disputou a I Copa Itaú de Vôlei de Praia, também da primeira edição para as mulheres do Circuito Brasileiro Banco do Brasil de Vôlei de Praia. Formou dupla com Jaqueline Silva e atuou com esta no Circuito Mundial referente a temporada 1992-93 quando conquistaram o bronze no Aberto do Rio de Janeiro.
Em 1993, após rompimento da dupla Jaqueline Silva e Isabel Salgado, substituiu sua antiga parceria  e compôs dupla com esta última, depois passou a competir ao lado de Sandra Pires, esta tinha apenas dezenove anos e ao final do Circuito Banco do Brasil desta temporada finalizaram na terceira posição; com ela alcançou o quarto lugar no Aberto de Santos, etapa válida pelo Circuito Mundial refrente a temporada 1993-94.
Na temporada seguinte anunciou a parceria com Renata de Castro e disputaram as etapas do Circuito Brasileiro de Vôlei de Praia de 1994, sagraram-se campeãs  da etapa de Fortaleza e também na etapa de Natal , no geral conquistaram o título da jornada supracitada.
Ao lado de Renata de Castro voltou a competir pelo Circuito Mundial na temporada de 1994-95, e obtiveram o quinto posto no Aberto de Santos, o vigésimo quinto posto no Aberto de La Serena e o nono posto no Aberto do Rio de Janeiro"/>.
No ano de 1995, ratificou a dupla com Renata e disputaram o referente Circuito Banco do Brasil , ocasião da conquista dos títulos da etapa de Brasília e da etapa de Ribeirão Preto e finalizaram na terceira posição geral do circuito.
E atuando ao lado de Renata de Castro competiu pelo Circuito Mundial correspondente a temporada 1995-96, quando finalizaram na vigésima sétima colocação no Aberto de Hermosa, na décima sétima colocação no Aberto Santos, a nona colocação no Aberto do Rio de Janeiro e a sétima colocação no Aberto de Clearwater.
Na jornada esportiva de 1996, formou dupla Adriana Bento nas etapas do Circuito Mundial correspondente e alcançaram: as nonas colocações nas Séries Mundiais de Maceió e Recife, a trigésima terceira colocação na Série Mundial de Hermosa, as quintas colocações nas Séries Mundiais de Espinho e Salvador, mesmo posto obtido no Grand Slam de Carolina (Porto Rico), além do sétimo lugar na Série Mundial de Ostende.
Com Adriana Bento no torneio amistoso Fanta Open de 1997 e o Circuito Mundial do mesmo ano, e alcançaram na etapa deste a sétima posição no Aberto do Rio de Janeiro.
Ela foi diagnosticada com uma tendinite crônica na patela do joelho esquerdo, tendo que se afastar  do esporte, com sucessivos gastos e tratamentos sem êxito de cura, tendo que anunciar sua aposentadoria em 1998, retomando sua carreira de nutricionista e chegou atuar como consultora da Embrapa, sem contato com o esporte.
Ainda em 1998, recebeu um convite por parte de alguns alunos do Colégio Santo Inácio para participarem de aulas com ela, então iniciava suas aulas na Praia da Urca, onde morou sua vida inteira, logo ganhando proporções maiores, quando foi convidada pelo diretor de esportes da AMOUR-Associação de Moradores,  a parte de treinar e ensinar os fundamentos ficou ao encardo do ex-voleibolista Reis Castro, na época militar e formado em Educação Física; tal limitação fez Karina buscar o conhecimento e habilitação profissional  em Educação Física.
Karina é a idealizadora da Escolinha Set Point e no ano de 2000 inaugurou-a na Urca onde tudo começou. E não foi fácil o início, devido a uma gangue do tráfico de drogas que ali ocupavam desde a década de 90, mesmo com as constantes ameaças e vandalismos aos equipamentos do projeto persistiram.
Em 2009, foi homenageada na abertura da 30ª edição do Campeonato Mundial Militar, recebendo uma medalha pelos serviços prestados ao desporto militar, época que também apoiava o Instituto Compartilhar fundada pelo técnico Bernardo Rezende.
A  Set Point abrande por volta de  mais de cem alunos, com sessenta nas turmas de iniciação e aprendizado e 40 já são atletas, com cinquenta por cento destes com bolsa integral, e os atletas já disputam os campeonatos estaduais tanto no masculino quanto no feminino, nas categorias: Sub-14, Sub-15, Sub-17 e Sub-19.
Concluiu o curso de treinadores da CBV e continuou a dar aulas para crianças carentes no Forte e na Praia do Leme. No ano de 2011 Karina alcança finaliza o curso de Educação Física pelo Centro Universitário Metodista Bennett.
Em 2012, voltou a competir no Vôlei de Praia na categoria máster,  categoria 40+,  e ao lado da sua parceira  de longa data a Renata de Castro.Também competiu na categoria máster pela Set Point no I Circuito Carioca das Escolas de Vôlei de Praia, sendo campeã da terceira etapa .
Ainda em 2012, foi a vencedora na categoria técnicos  da pesquisa do Concurso Cultural  Eu Amo Vôlei de Praia. Integrou o Comitê Organizador dos Jogos Olímpicos Rio 2016.

## Títulos e resultados
- Etapa do Aberto do Rio de Janeiro:1992-93[4]
- Etapa do Aberto do Rio de Janeiro:1993-94[4]
- Circuito Brasileiro Banco do Brasil:1994[12]
- Circuito Brasileiro Banco do Brasil:1995[16]
- Circuito Brasileiro Banco do Brasil:1993[6]
- Etapa de Ribeirão Preto do Circuito Brasileiro Banco do Brasil:1995[15]
- Etapa de Brasília do Circuito Brasileiro Banco do Brasil:1995[14]
- Etapa de Natal do Circuito Brasileiro Banco do Brasil:1994[11]
- Etapa de Fortaleza do Circuito Brasileiro Banco do Brasil:1994[8]